# Vot vàlid
Els vots vàlids són el total de vots emesos després de restar-ne els vots nuls. Poden ser vots en blanc i vots a candidatures. És la magnitud emprada com a denominador per calcular el percentatge de vots de cada candidatura.